# Thoreauia gargantua
Thoreauia gargantua är en stekelart som först beskrevs av Girault 1923.  Thoreauia gargantua ingår i släktet Thoreauia och familjen hårstrimsteklar. Inga underarter finns listade i Catalogue of Life.